# Abrostola bettoni
Abrostola bettoni là một loài bướm đêm thuộc họ Noctuidae. Nó được tìm thấy ở Kenya.